# رقیه کبری دختر علی

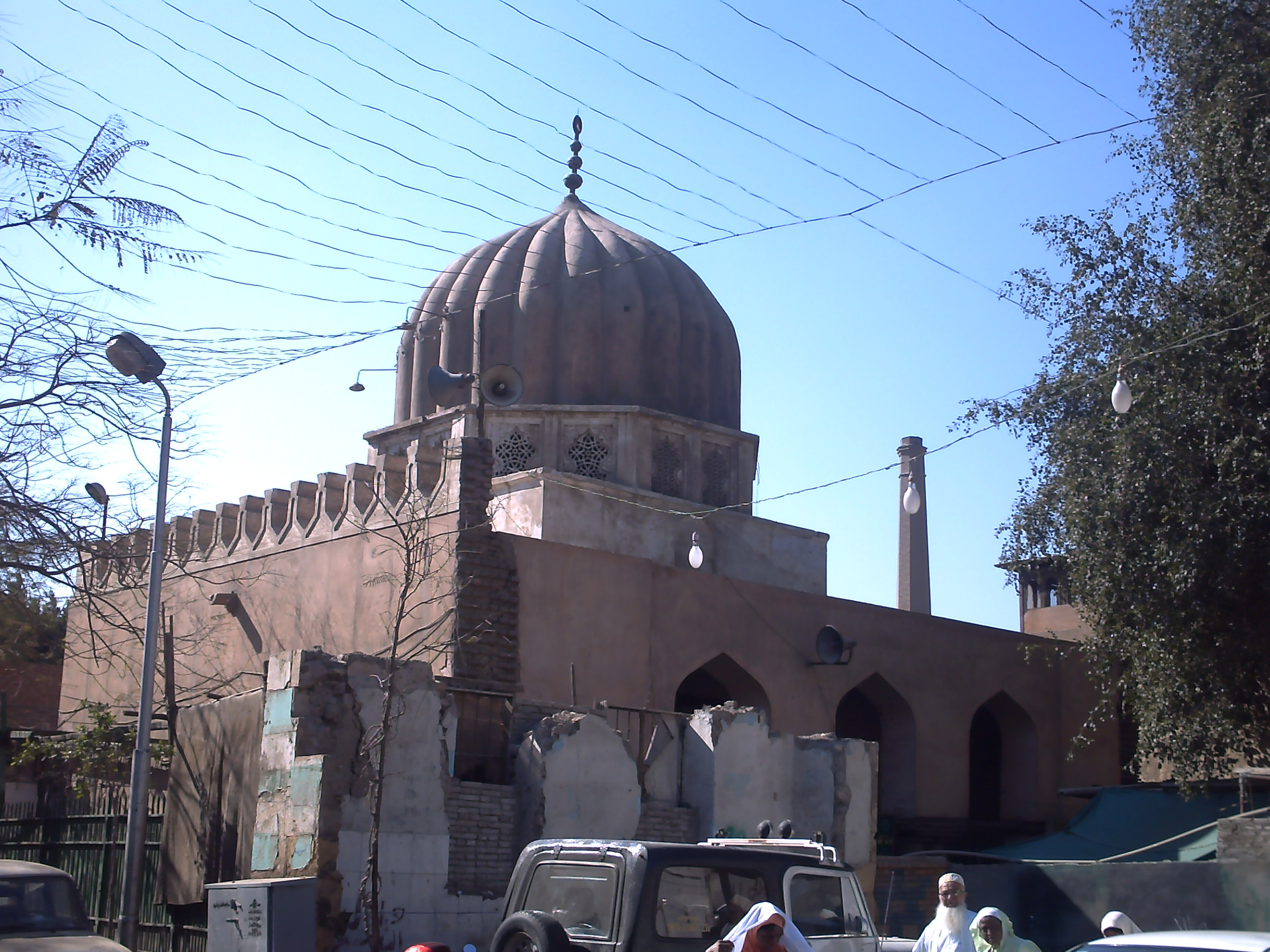
مسجد بانو رقیه (سیدة رقیة) در قاهره - ۲۰۱۰

رقیه بنت علی بن ابی‌طالب یکی از فرزندان دختری علی بن ابی‌طالب است که به همسری مسلم بن عقیل بن ابی‌طالب درآمده بود. نسب وی از جانب علی بن ابی‌طالب به عدنان می‌رسد و مادرش کنیزی به نام ام حبیب الصهباء تغلبیه بود که علی بن ابی‌طالب از خالد بن ولید خریداری نمود. فرزند وی عبدالله در واقعه کربلا و در کنار حسین بن علی کشته شد. برای وی در شهر قاهره مصر مزاری است که به مسجد بانو رقیه -به عربی: سیدة رقیة- مشهور است.